# 三木雄信
三木 雄信（みき たけのぶ、1972年11月30日 - ）は、日本の実業家。福岡県出身。
2025年現在は、トライズ株式会社（トライオン株式会社）　代表取締役社長、ジャパン・フラッグシップ・プロジェクト株式会社　代表取締役社長。過去にはソフトバンク・テクノロジー株式会社（ソフトバンク・グループ・東証一部）監査役、株式会社アドウェイズ（東証マザーズ）取締役、株式会社サイジニア監査役、厚生労働省　システム開発委員・年金記録回復委員会委員、日本年金機構（旧社会保険庁）理事。内閣府　原子力災害対策本部　廃炉・汚染水対策チーム　プロジェクトマネジメント・アドバイザー。

## 人物・来歴等
福岡県にて出生。久留米大学附設中学校・高等学校を経て、東京大学経済学部卒業。高校時代には、ソフトバンクの孫正義の実弟の孫泰蔵およびライブドアの堀江貴文と同級生。
- 1995年　三菱地所株式会社に入社。丸の内活性化プロジェクトを企画。
- 1998年　ソフトバンク入社。当初の孫正義のカバン持ちだったというが、プロジェクトを徐々に担当するようになる。カーポイント（現カービュー）、ナスダック・ジャパン（現JASDAQ）、あおぞら銀行買収などを担当。
- 2000年　社長室長就任。
- 2001年　ブロードバンド・プロジェクトを担当。その後、管理本部長、サービス・プロセス・マネジメント本部長、サービス企画本部長、品質管理本部長、光事業本部長を兼任・歴任。
- 2006年　ジャパン・フラッグシップ・プロジェクト株式会社、トライオン株式会社を設立。
- 2008年　年金記録問題作業委員会委員。
- 2009年　厚生労働省大臣政策室政策官（舛添厚生労働大臣）。
- 2010年　日本年金機構　理事。厚生労働省　システム開発委員。
- 2013年　内閣府　原子力災害対策本部　廃炉・汚染水対策チーム　プロジェクトマネジメント・アドバイザー

## 著書
- 『ソフトバンク「常識外」の成功法則 』（東洋経済新報社、2006年）
- 『「A4」一枚仕事術』（東洋経済新報社、2007年）
- 『効率よく夢をかなえる A4一枚勉強法』（日本実業出版、2008年）
- 『A4脳が成功する!』（主婦の友社、2008年）
- 『孫正義「規格外」の仕事術 なぜソフトバンクは逆境でこそ強いのか 』（PHP研究所版、2011年）
- 『孫正義 奇跡のプレゼン 』（ソフトバンク・クリエイティブ、2011年）
- 『孫正義名語録 事を成すためのリーダーの心得100 』（ソフトバンク・クリエイティブ、2011年）
- 『孫正義名語録 情熱篇 志を実現させるための心得50 』（ソフトバンク・クリエイティブ、2012年）
- 『99%無理な仕事をやり切る方法 -孫正義から学んだ仕事術』（フォレスト出版、2012年）
- 『孫正義 「リスク」を「成功」に変える28のルール』（KADOKAWA/中経出版、2014年）